# Arantza
Arantza – gmina w Hiszpanii, w Nawarze, o powierzchni 31,71 km². W 2011 roku gmina liczyła 645 mieszkańców.